# Psammotettix pictipennis
Psammotettix pictipennis är en insektsart som beskrevs av Carl Ludwig Kirschbaum 1868. Psammotettix pictipennis ingår i släktet Psammotettix och familjen dvärgstritar. Inga underarter finns listade i Catalogue of Life.